# Eliastjärnen (Arnäs socken, Ångermanland)
Eliastjärnen är en sjö i Örnsköldsviks kommun i Ångermanland och ingår i Idbyåns huvudavrinningsområde. Sjön har en area på 0,0748 kvadratkilometer och ligger 235,9 meter över havet. Sjön avvattnas av vattendraget Kakubölesån.

## Delavrinningsområde
Eliastjärnen ingår i det delavrinningsområde (704205-164084) som SMHI kallar för Inloppet i Lidbölessjön. Medelhöjden är 274 meter över havet och ytan är 4,85 kvadratkilometer. Det finns inga avrinningsområden uppströms utan avrinningsområdet är högsta punkten. Kakubölesån som avvattnar avrinningsområdet har biflödesordning 2, vilket innebär att vattnet flödar genom totalt 2 vattendrag innan det når havet efter 27 kilometer. Avrinningsområdet består mestadels av skog (90 procent). Avrinningsområdet har 0,08 kvadratkilometer vattenytor vilket ger det en sjöprocent på 1,5 procent.